# قاضی و مرگ
قاضی و مرگ فیلم مستندی از حسن خادمی و تهیه کنندگی مهدی کوهیان است که به روایت زندگی نورالله عزیزمحمدی، قاضی جنایی ایرانی می‌پردازد.
این فیلم برندهٔ جایزهٔ آیفیک از جشنواره سینما حقیقت
و برندهٔ برتا فاند از جشنواره بین‌المللی فیلم مستند آمستردام شده‌است.

## نقد
سید رضا صائمی، منتقد سینما، راجع به این فیلم می‌نویسد:
سخت‌ترین جلوه قضاوت قضاوت دربارهٔ مجرم محکوم به اعدام است و همین کافی است تا احتمالاً پیش‌فرض‌هایی منفی دربارهٔ این قاضی در ذهن مخاطب شکل بگیرد، اما هر چه فیلم جلوتر می‌رود و با ابعاد بیشتری از شخصیت عزیزمحمدی آشنا می‌شویم… به‌تدریج آن موضع‌گیری پیش‌فرضانه به قضاوت عادلانه نزدیک می‌شود.
رضا حسینی معتقد است «فیلم ضعف‌هایی دارد، اما جذابیت سوژه و سماجت فیلم‌ساز آن را دیدنی کرده‌است.»
ساسان گلفر بر این باور است که قاضی و مرگ «مستندی از نوع سینما حقیقت تعاملی-مشارکتی و همچنین یک مستند چهره‌نگاری (فیلم پرتره) است.»
صلاح‌الدین قادری این فیلم را از منظر جامعه‌شناختی نقد کرده‌است.